# Daar doer in die stad
Pour plus de détails, voir Fiche technique et Distribution.
Daar doer in die stad (en pleine ville en français) est un film sud-africain en noir et blanc, produit et réalisé en 1953 par Jamie Uys et sorti le 4 janvier 1954. Les rôles principaux sont interprétés par Jamie Uys, Hettie Uys, Marietjie Uys, Jurg du Preez, Louis Pienaar et Elize Loubser. 
Le film est une suite de Daar doer in die bosveld.

## Genre
Le film est une comédie dramatique.

## Synopsis
Hans vit heureux dans sa ferme avec sa femme Martie et leur fille Marietjie. Mais quand un serpent mord et tue Martie, Hans est désespéré. En manque d'argent, il est obligé d'aller avec sa fille en ville pour breveter sa machine à cacahuètes. 
Le père et la fille ont d'abord du mal à s'adapter à la vie en ville (Johannesburg). Hans tombe amoureux et néglige sa fille avant de décider finalement de la renvoyer à la campagne chez sa grand-mère et son grand-père. Finalement, Hans ne s'adapte pas à la mentalité des gens des villes (présentés comme superficiels ou hypocrites, avides aux gains) et préfère repartir retrouver sa fille, à la campagne, pour y suivre une vie simple et honnête.

## Distribution
- Jamie Uys:  Hans Botha
- Hettie Uys :  Martie Botha
- Marietjie Uys: Marietjie
- Louis Pienaar: Potgieter
- Elise Loubser: Elise de Villiers
- Ronnie Tiburtini: Rossi